# Theatersport

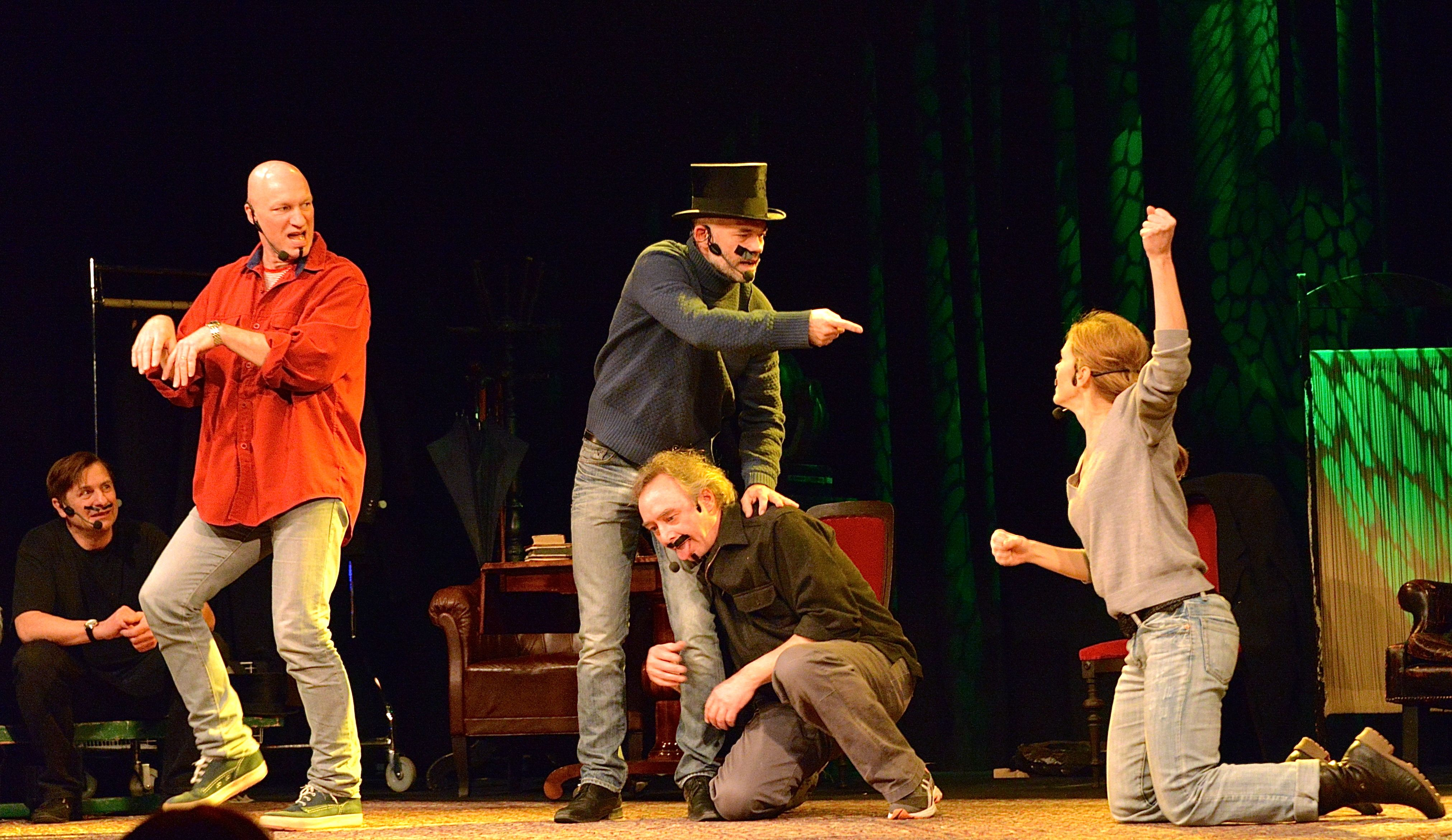
Theatersport 2013 im Kulturhaus in Stockholm. Schauspieler des Stockholmer Stadttheaters.

Theatersport ist der von Keith Johnstone (1933–2023) geprägte Begriff für ein Format des Improvisationstheaters, in dem zwei Mannschaften von Schauspielern gegeneinander um die Gunst des Publikums bzw. des Schiedsrichters spielen. In verschiedenen Spielrunden werden Punkte verteilt.

## Form
Die Form des Theatersports, die sich etablieren konnte, unterscheidet sich in einigen wichtigen Punkten von Johnstones ursprünglichen Intentionen für das Format; insbesondere wird aktuell praktisch ausschließlich Improvisations-Comedy dargeboten. Johnstone hingegen gibt an, dass er ursprünglich ein Format beabsichtigt hatte, das sowohl komische als auch ernste Darbietungen umfassen sollte.
Theatersport-Mannschaften gibt es auf der ganzen Welt, wobei auch einige andere Theatermacher ähnliche Konzepte entwickelt haben und es Überschneidungen gibt. Der Begriff Theatersport ist eine nicht registrierte Wortmarke (TM).
Die Lizenzgebühren für Johnstones Formate werden vom International Theatresports Institute (ITI) eingetrieben. Laut Johnstone soll durch die Lizenzierung ein Verwässern und Verfälschen der von ihm erfundenen Formate verhindert werden. In der Praxis umgehen viele Gruppen die in Europa freiwillige Lizenzierung, indem sie die Spiele unter anderen Namen, wie zum Beispiel „Impro-Match“ oder „Theatermatch“, aufführen und dabei häufig sehr von Johnstones ursprünglichem Regelwerk abweichen.
Die erste Weltmeisterschaft im Theatersport fand im Rahmen des Kunst- und Kulturprogramms der Bundesregierung zur FIFA WM 2006 in elf Städten und Regionen Deutschlands statt.

## Film
- Haro Senft: Wie das Leben spielt...: ein Dokumentarfilm über Theatersport und Improvisationstheater, Video-Dokumentation, Deutschland 1997[4]